# ジュリアン・エスキュデ
ジュリアン・エスキュデ（Julien Escudé、1979年8月17日 - ）は、フランス・シャルトル出身の元同国代表、元サッカー選手。ポジションはDF。
父は元サッカー選手、兄はプロテニスプレーヤーのニコラ・エスクデ。

## 経歴
ASカンヌのユース出身で、同チームでプロデビュー。翌年には1部のスタッド・レンヌに移籍し、徐々にその評価を高めると、2003-04シーズンからはアヤックスでプレー。主力として同シーズンのリーグ制覇に貢献した。
2006年1月18日にセビージャFCに移籍。主力としてUEFAカップ連覇に貢献するなどの活躍を見せた。2012年7月25日、トルコ・スュペルリグのベシクタシュJKに移籍。

## 代表歴
U-21フランス代表としてプレーし、A代表としては2006年10月11日に行われたフェロー諸島戦でデビューした。

## 特徴
センターバックが本来のポジションであるが、しばしば左サイドバックやセンターハーフとしてもプレー。キックの精度が高くFKを蹴ることもあった。

## タイトル
アヤックス
- エールディヴィジ : 2003-04
- ヨハン・クライフ・スハール : 2005

セビージャ
- UEFAカップ : 2005-06, 2006-07
- UEFAスーパーカップ : 2006
- コパ・デル・レイ : 2007, 2010
- スーペルコパ・デ・エスパーニャ : 2007